# Colpodium versicolor
Colpodium versicolor là một loài thực vật có hoa trong họ Hòa thảo. Loài này được (Steven) Schmalh. mô tả khoa học đầu tiên năm 1897.